# 斑點吉氏胎䲁
斑點吉氏胎䲁（學名：Gibbonsia elegans），為輻鰭魚綱䲁形目胎䲁科吉氏胎䲁屬的一個種，分布於東太平洋美國加利福尼亞州中部的彼德拉斯布蘭卡斯角至墨西哥下加利福尼亞州南部海域，深度可達56公尺，本魚體延長且側扁，頭鈍而尖，上部輪廓從吻部到頸背凸起或筆直，上頜延伸至眼睛前半部分的下方，前鼻孔和眼睛上方有一根觸鬚，頸背上沒有，牙齒呈圓錐形，位於上頜和上顎中央，背鰭硬棘30-32枚、背鰭軟條6-7枚、臀鰭硬棘2枚、臀鰭軟條23-24枚，尾鰭短呈圓形，體色多種，主要為紅色、棕色或綠色，具有類似於軍事迷彩圖案，雌性腹部為黃色或棕褐色，雄性和未成熟雌性腹部為白色，體長可達16公分，棲息在潮間帶海藻生長的潮池，以甲殼類、腹足類及多毛類為食，雌魚產附著性卵，雄魚會守護卵，幼魚為浮游性，生活習性不明。